# Žirovnica, Dobrla vas
Žirovnica (nemško Wasserhofen) je naselje v Občini Dobrla vas v Okraju Velikovec na Koroškem v Avstriji.